# Julien Arruti
Julien Arruti (Lyon 7. kerülete, 1978. november 25. –) francia színész, aki a Babysitting – A felvigyázó és az Elmentek otthonról című filmekben szerepelt.
Legsikeresebb filmjei az Elmentek otthonról  és az Alibi.com.

## Élete
1978. november 25-én született Rueil-Malmaisonban.

## Pályafutása
Philippe Lacheau felfedezte őt, ezután kezdte érdekelni a filmművészet. Felajánlotta neki, hogy szerepeljen a Fun TV műsorán a Popstars című műsor paródiáival. Csatlakozott a Bande à Fifi nevű humortársulathoz és a Le Vrai Journal (Az igazi napló) című műsor egyik vezetője lett.
Két évig Philippe Lacheau és Arruti vezették a műsort. Tarek Boudali ekkor csatlakozott a társulathoz. Michel Denisot felszólította a csapatot, hogy csatlakozzanak a Grand Journal-hoz.

Első filmszerepe a 2010-es Szívrablók című romantikus vígjátékban volt.

## Filmográfia
| Év   | Magyar cím                          | Eredeti cím                          | Szerep            | Magyar hang       | Rendező                          |
| ---- | ----------------------------------- | ------------------------------------ | ----------------- | ----------------- | -------------------------------- |
| 2010 | Szívrablók                          | L'Arnacœur                           | Frère de Florence |                   | Pascal Chaumeil                  |
| 2013 |                                     | Paris à tout prix                    | Lucas             |                   | Reem Kherici                     |
| 2014 | Babysitting – A felvigyázó          | Babysitting                          | Alex              | Molnár Áron       | Nicolas Benamou Philippe Lacheau |
| 2015 | Babysitting 2. – Elmentek otthonról | Babysitting                          | Alex              | Molnár Áron       | Nicolas Benamou Philippe Lacheau |
| 2017 | Alibi.com                           | Alibi.com                            | Augustin          | Hamvas Dániel     | Philippe Lacheau                 |
| 2017 | Oltári baki                         | Jour J                               | Apprenti Mathias  |                   | Reem Kherici                     |
| 2017 | Hozzám jössz, haver?                | Épouse-moi mon pote                  | L'aveugle         | Karácsonyi Zoltán | Tarek Boudali                    |
| 2018 | Briliáns válás                      | Brillantissime                       | ejtőernyős 4#     |                   | Michèle Laroque                  |
| 2018 |                                     | Comment tuer sa mère                 | Ben / Gontran     |                   | David Diane Morgan Spillemaecker |
| 2018 | Nicky Larson: Ölni vagy kölni?      | Nicky Larson et le parfum de Cupidon | Skippy            | Kapácsy Miklós    | Philippe Lacheau                 |
| 2020 | 30 nap maximum                      | 30 jours max                         | Pierre            | Fekete Zoltán     | Tarek Boudali                    |
| 2020 | Badman – A nagyon sötét lovag       | Super-héros malgré lui               | Seb               | Dankó István      | Philippe Lacheau                 |
| 2023 | Alibi.com 2.                        | Alibi.com 2                          | Augustin          | Hamvas Dániel     | Philippe Lacheau                 |
| 2023 | Eszeveszett küldetés                | 3 jours max                          | Pierre            | Fekete Zoltán     | Tarek Boudali                    |